# Абдеррахман Мажуб
Абдеррахман Мажуб (Бельмажуб) (фр. Abderrahmane Mahjoub (Belmahjoub), 25 квітня 1929, Касабланка — 31 серпня 2011, Касабланка) — французький і марокканський футболіст, що грав на позиції півзахисника, зокрема, за клуби «Расінг» (Париж), «Монпельє» та «Відад» (Касабланка), а також національні збірні Франції та Марокко. По завершенні ігрової кар'єри — тренер.
Чемпіон Марокко. Володар кубка Франції.

## Клубна кар'єра
У футболі дебютував 1948 року виступами за команду «Марокаїн», в якій провів три сезони. 
Своєю грою привернув увагу представників тренерського штабу клубу «Расінг» (Париж), до складу якого приєднався 1951 року. Відіграв за команду з Парижа наступні дев'ять сезонів своєї ігрової кар'єри.
З 1953 по 1954 рік грав в оренді у складі команди «Ніцца». Виграв з командою з Ніцци кубок Франції.
1960 року уклав контракт з клубом «Монпельє», у складі якого провів наступні три роки своєї кар'єри гравця.  Більшість часу, проведеного у складі «Монпельє», був основним гравцем команди. У складі «Монпельє» був одним з головних бомбардирів команди, маючи середню результативність на рівні 0,4 голу за гру першості.
Протягом 1963—1964 років знову захищав кольори команди «Расінг» (Париж).
1964 року перейшов до клубу «Відад» (Касабланка), за який відіграв 4 сезони. Завершив професійну кар'єру футболіста виступами за команду «Відад» у 1968 році, ставши за цей час чемпіоном Марокко.

## Виступи за збірні
1953 року дебютував в офіційних матчах у складі національної збірної Франції. Протягом кар'єри у національній команді провів у її формі 6 матчів.
У складі збірної Франції був учасником чемпіонату світу 1954 року у Швейцарії, де зіграв з Мексикою (3-2). 
У 1961-1962 роках зіграв 4 матчі за національну збірну Марокко.

## Кар'єра тренера
Розпочав тренерську кар'єру, ще продовжуючи грати на полі, 1963 року, очоливши тренерський штаб національної збірної Марокко.
Останнім місцем тренерської роботи була національна збірна Марокко, головним тренером команди якої Абдеррахман Мажуб був з 1971 по 1972 рік. Під його керівництвом марокканці взяли участь в Кубку африканських націй 1972 року в Камеруні, зігравши всі свої три гри внічию і зайнявши третє місце в групі.
Помер 31 серпня 2011 року на 83-му році життя у місті Касабланка.

## Титули і досягнення
- Чемпіон Марокко (1):

«Відад» (Касабланка): 1965—1966
- Володар кубка Франції (1):

«Ніцца»: 1954